# Richard II, Part I
Richard the Second Part One e Thomas of Woodstock são dois títulos comuns a um mesmo manuscrito intitulado, anônimo e incompleto de uma peça isabelina que descreve eventos no reino de Ricardo II de Inglaterra.
Sua reivindicação principal à fama é uma sugestão apoiada por alguns eruditos que seu autor é William Shakespeare, e, com isso, é frequentemente incluída dentro da lista de textos apócrifos de Shakespeare. A peça é mencionada freqüentemente como uma influência provável para Ricardo II, de Shakespeare, assim como possivelmente também para a peça Henrique IV, Parte 1 .

## Texto e origens
A peça sobrevive hoje apenas como um manuscrito intitulado, anônimo e incompleto armazenado então na coleção de manuscritos da Egerton (a Egerton Manuscript Collection), na Livraria Britânica. O documento é uma das quinze peças incluídas na coleção descoberta por James Orchard Halliwell-Phillipps, que também descobriu Edmund Ironside, outra peça cuja autoria é atribuída, por apenas alguns eruditos, a William Shakespeare .